# Monolito en memoria a las personas represaliadas por el franquismo por su opción sexual
El monolito en memoria a las personas represaliadas por el franquismo por su opción sexual es una escultura de Koldobika Jáuregui colocada en la población vizcaína de Durango, en el País Vasco (España), en el año 2009 para recordar las personas «perseguidas y represaliadas por el régimen franquista debido a su opción sexual y afectiva y que lucharon bajo ese régimen por vivirla en libertad».

## Antecedentes
El régimen de Franco inicialmente no se ocupó de los homosexuales, pero a partir del 15 de julio de 1954, tras la aprobación de la modificación de la ley de vagos y maleantes que incluía a los homosexuales,   comenzó a aumentar notablemente la persecución de los llamados «violetas».
Según Amnistía Internacional, los establecimientos de trabajo y colonias agrícolas eran auténticos campos de concentración, en la que los presos tenían que trabajar bajo condiciones inhumanas hasta caer agotados y sufrían palizas, castigos corporales y hambre. Una de esas colonias agrícolas, en Tefía (Fuerteventura), sirvió para recluir a personas por su orientación sexual entre 1954 y 1966; a los confinados se les hacía trabajar hasta la extenuación y eran sometidos a maltratos habituales por parte de los funcionarios.

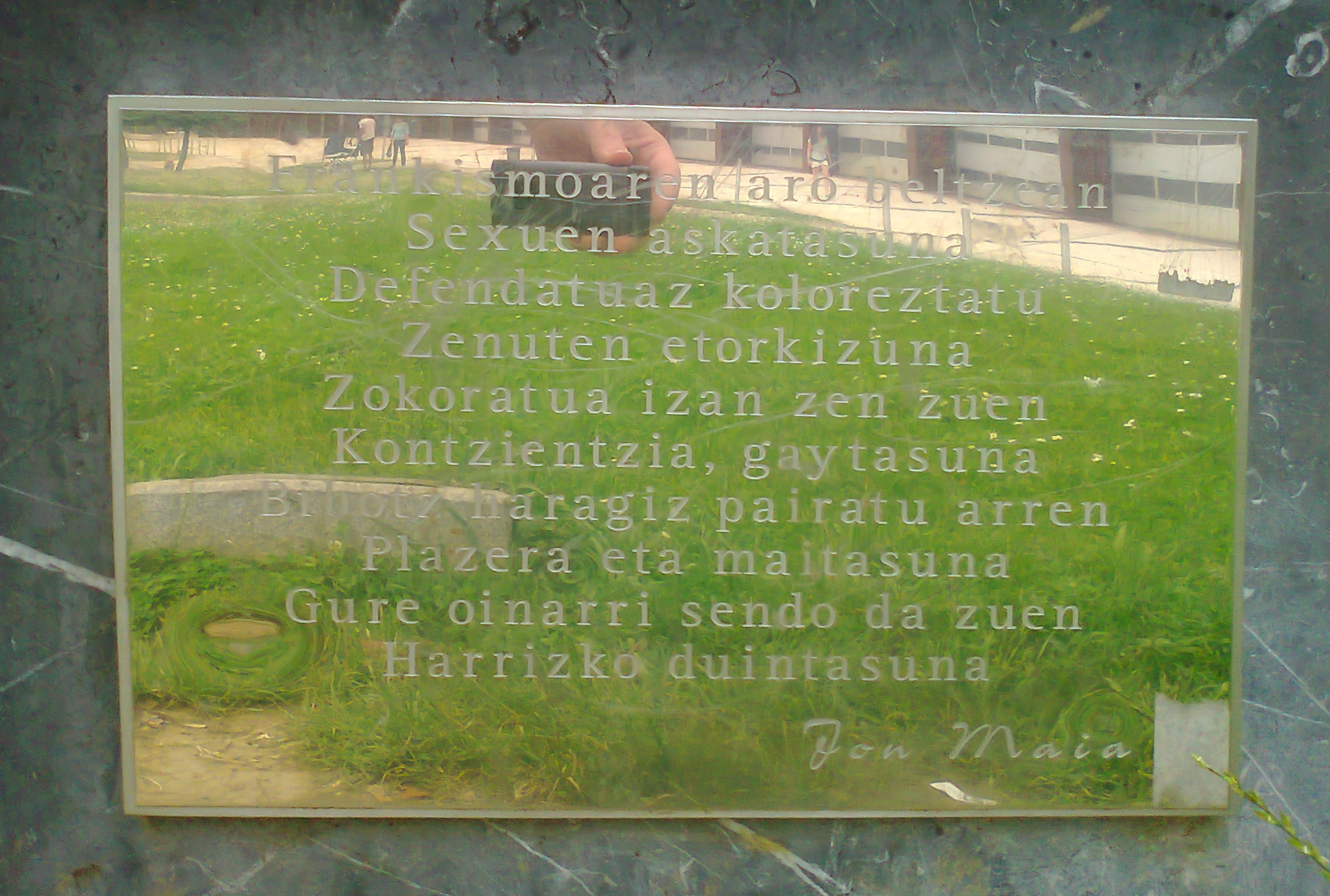
Detalle de la placa con la poesía de Jon Maia.

Un total de unas 5.000 personas fueron detenidas por tener un comportamiento gay durante el franquismo. La Iglesia y la medicina colaboraron con el régimen en eliminar cualquier espacio de dignidad para los homosexuales.
Más tarde, ya en 1970, la ley de peligrosidad y rehabilitación social dio el enfoque de «tratar» y «curar» la homosexualidad. Se establecieron dos penales, uno en Badajoz (a donde se enviaban los pasivos) y otro en Huelva (dónde se enviaban los activos), además, en algunas cárceles solía haber zonas reservadas para los detenidos homosexuales. En estos establecimientos se intentaba cambiar la orientación sexual de los presos mediante terapia de aversión: tras estímulos homosexuales se daban descargas eléctricas, que cesaban cuando había estímulos heterosexuales.
De un encuentro casual en 1976, durante una visita a la feria del libro y disco vascos en Durango, Imanol Álvarez y su amigo Antonio Quintana decidieron crear el Euskal Herriko Gay-Les Askapen Mugimendua («El Movimiento de Liberación Gay-Les de Euskal Herria»), más conocido como EHGAM, la asociación LGBT más importante del País Vasco. Inicialmente se había planteado colocar el monolito en diciembre de 2006, en recuerdo del 30 aniversario de la fundación de EHGAM.

## Inauguración
La escultura se inauguró el sábado 16 de mayo de 2009, día anterior al día internacional contra la homofobia y la transfobia, en su lugar definitivo, al lado de la sede actual (2011) de la Feria del libro y disco vascos de Durango, en el pabellón multiusos Landako. Acudieron la consejera de empleo y asuntos sociales, Gemma Zabaleta, y algunos concejales del PNV, PSE-EE y Aralar.
Imanol Álvarez recordó a los perseguidos por «el simple hecho de amar de forma distinta», afirmando que «Hemos sido los grandes olvidados, las otras víctimas». La consejera de empleo y asuntos sociales recordó que en numerosos países la homosexualidad todavía está condenada a muerte.

## Descripción
Se trata de un monolito realizado en mármol de tonos grises oscuros con algunas vetas blancas. Consta de una planta rectangular, cuya parte superior está labrada con surcos irregulares, y en cuyo frontal se erige un «menhir» en el que sobresale una gran «G» invertida. Sobre la base rectangular, que tiene las esquinas del lateral izquierdo redondeadas, hay una roca más pequeña con una forma de «T» sobresaliente que prolonga el surco que llega hasta ella. En el lateral posterior del monumento hay una placa dorada en la que pueden leerse unos versos en euskera de Jon Maia.